# 道の駅なかさつない
道の駅なかさつない（みちのえき なかさつない）は、北海道河西郡中札内村にある道の駅である。

## 歴史
中札内村は、農村と都市との交流拠点や自然環境を活かした憩いの場づくりを目指し、1992年（平成4年）から1994年（平成6年）にかけて「アグリパーク」を整備し、開拓記念館や中核施設として「カントリープラザ」を整備していた。豆資料館（ビーンズ邸）は、1952年（昭和27年）に現在の帯広市幸福で建築された旧農林省馬鈴薯原原種農場の事務所を移築したものであり、豆に関する資料を見学することができる。
- 1996年（平成08年）：道の駅登録。
- 2005年（平成17年）：リニューアルオープン[4]。豆資料館オープン[5]。

## 施設
- 駐車場
  - 普通車：43台
  - 大型車：5台
  - 身障者用：5台
- トイレ
  - 男：大4器（2器）、小8器（5器）
  - 女：7器（4器）
  - 身障者用：2器（1器）オストメイト対応トイレ : 1器（1器）

※（）内は、24時間利用可能
- 公衆電話：2台
- カントリープラザ
  - レストラン
  - 売店
  - 調理実習室
  - 多目的ホール
- 花水山
  - 物産販売所
  - 軽食・テイクアウトコーナー
- 開拓記念館
  - そば処
- ビーンズ邸（豆資料館）

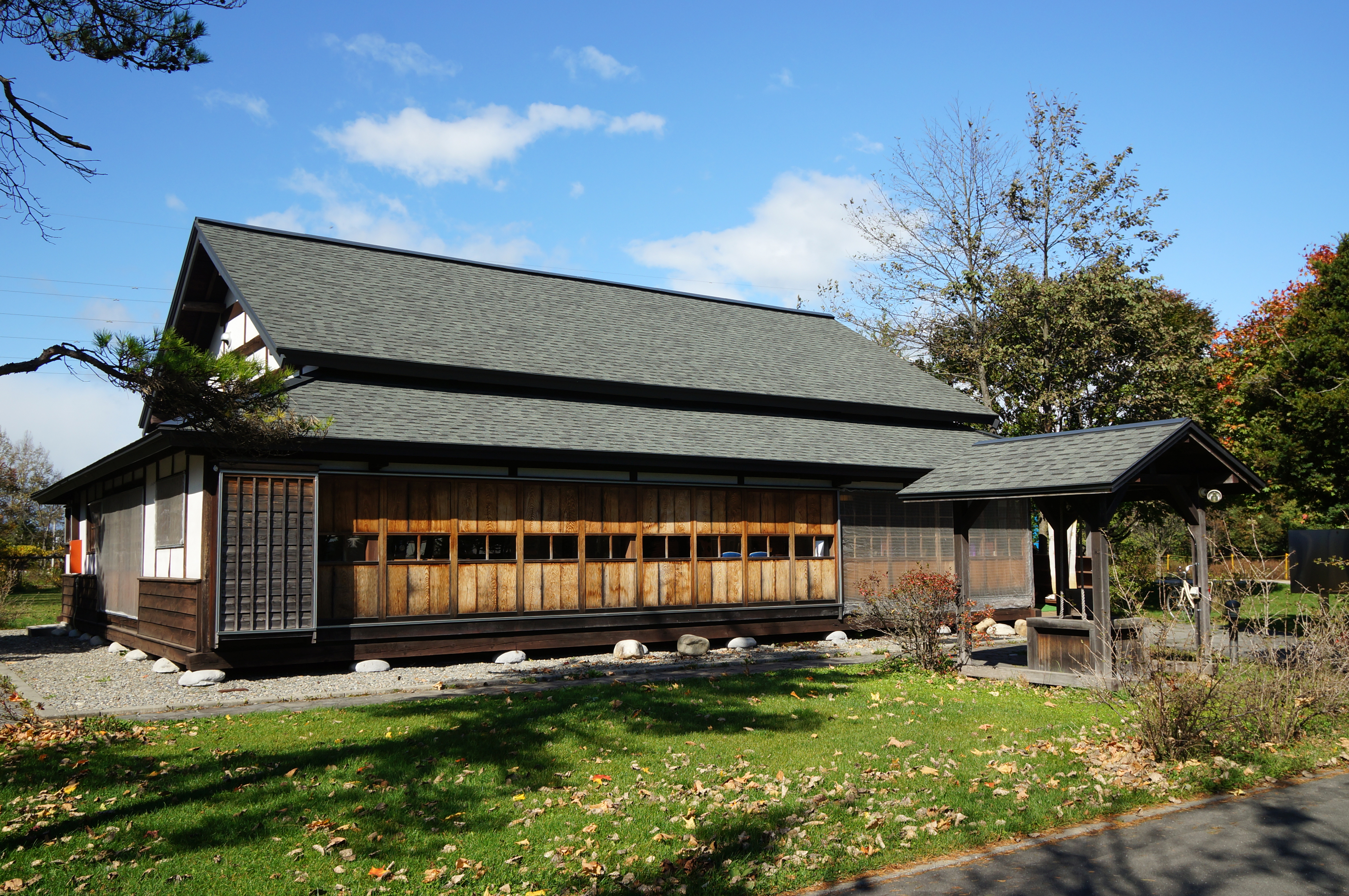
開拓資料館（2013年10月）
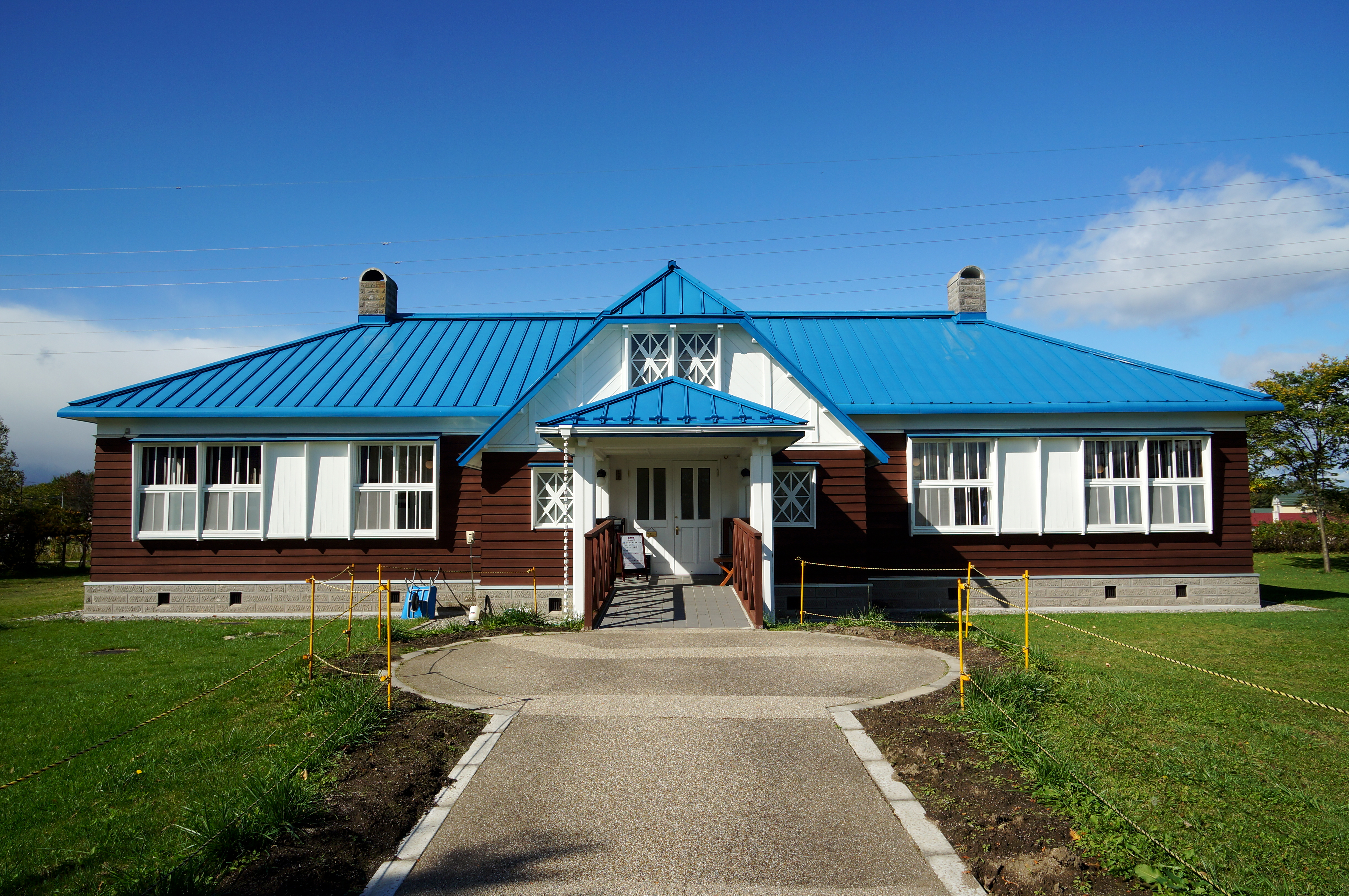
ビーンズ邸（2013年10月）

## アクセス
国道236号沿いに位置している。周辺には十勝野フロマージュ、六花の森が立地している。
- 十勝バス「道の駅なかさつない」バス停下車